# Clarkson Peak
Clarkson Peak är en bergstopp i Antarktis. Den ligger i Östantarktis. Nya Zeeland gör anspråk på området. Toppen på Clarkson Peak är 2 825 meter över havet.
Terrängen runt Clarkson Peak är varierad. Trakten är obefolkad. Det finns inga samhällen i närheten.